# 埼玉県第12区
埼玉県第12区（さいたまけんだい12く）は、日本の衆議院議員総選挙における選挙区。1994年（平成6年）の公職選挙法改正で設置。

## 区域

### 現在の区域
2022年（令和4年）公職選挙法改正以降の区域は以下のとおりである。11区だった熊谷市の旧江南町域を編入して、鴻巣市の旧川里町域を6区へ移行させた事で、両市の小選挙区の分割は解消された。
- 熊谷市
- 行田市
- 加須市
- 羽生市

### 2022年以前の区域
2013年（平成25年）公職選挙法改正から2022年の小選挙区改定までの区域は以下のとおりである。
- 熊谷市（旧熊谷市・大里町・妻沼町域）
- 行田市
- 加須市
- 羽生市
- 鴻巣市（旧川里町域）

2002年（平成14年）公職選挙法改正から2013年の小選挙区改定までの区域は以下のとおりである。
- 熊谷市
- 行田市
- 加須市
- 羽生市
- 大里郡
  - 大里町
  - 妻沼町
- 北埼玉郡

1994年（平成6年）公職選挙法改正から2002年の小選挙区改定までの区域は以下のとおりである。
- 熊谷市
- 行田市
- 加須市
- 羽生市
- 大里郡
  - 大里村
  - 妻沼町
- 北埼玉郡

## 歴史
1994年の公職選挙法改正により、旧埼玉3区と旧埼玉4区から分割される形で設置された。全有権者数の4割を占める熊谷市を中心にし、中選挙区時代に埼玉県下で最も自民党が強いとされた旧3区（県北部）と旧4区（県東部）から分割された選挙区とあって、浮動票や無党派層が比較的少なく、保守層の支持が非常に強固な選挙区である。
1990年に熊谷市長を辞し第39回衆議院議員総選挙に保守系無所属として立候補し、初当選後は自民党に所属したものの1993年の第40回衆議院議員総選挙では新生党公認候補として再選され、1996年の第41回衆議院議員総選挙では新進党公認で当選した増田敏男の自民党復党と、同選挙で自民党公認候補であり小選挙区では落選したものの比例代表北関東ブロック同党次点であった元・埼玉県議会議長の小島敏男が、中島洋次郎の議員辞職により繰り上がり当選したことで、第42回衆議院議員総選挙以後は、いずれも自民党所属の「敏男」がコスタリカ方式で交互に当選してきたが、増田が小選挙区で出馬する番だった第44回衆議院議員総選挙の直前をもって引退。第45回衆議院議員総選挙は、本来は比例代表単独上位で出馬するはずの小島敏男が小選挙区に連続して出馬するも、「政権交代。」の流れを受け、民主党の本多平直に敗れた。
第46回衆議院議員総選挙では、自民党で加須市出身の野中厚が議席を奪還した。1996年の小選挙区制施行以降一貫して熊谷市在住の者が議席を維持してきており、加須市在住の者が当選するのは野中が初めてだった。第45回での落選により小島敏男は政界を引退。自民党は跡目を擁立するために候補者公募を行った。伴に自民党の埼玉県議会議員であり、熊谷市の森田俊和と加須市の野中厚らが応募し、森田の応募に際しては、当時の熊谷市長富岡清が特別推薦状を添えたものの、自民党幹事長(当時)の石原伸晃は、森田ではなく野中を小選挙区総支部長とした。
それに対する熊谷市の主に保守系の経済、政治、医療などの各種団体(いわゆる「熊谷党」)の反発により、野中との公認争いで敗れた森田俊和が、自民党を離党し無所属で出馬するも、約1万票差で野中が勝利した。
第47回衆議院議員総選挙では、森田は維新の党に公認を申請したものの野党間の選挙協力（民主党の本多がいるため）により公認は見送られ、次世代の党公認で出馬した。結果は熊谷市では野中を大きく引き離し、全有効票数の過半数の得票を得るに至ったが、他の市での得票が伸び悩み前回同様に野中に敗れた。重複立候補した次世代の党の比例代表区北関東ブロックでは惜敗率第1位だったものの、北関東ブロックにおける次世代の党への議席配分が「0」だったため、落選となった。
第47回で森田が本多より善戦したことから、民主党は2015年に森田を入党させて小選挙区総支部長を本多から差し替えた。2017年の第48回衆議院議員総選挙では民進党で公認が内定していた森田が希望の党から出馬したものの僅差で野中に敗れた（森田は重複立候補していた希望の党の比例北関東ブロックで復活し初当選、惜敗率は第1位）。前回まで民主党から出馬していた本多は北海道4区に転出し立憲民主党から出馬した（結果は次点で比例復活当選）。第49回衆議院議員総選挙では野中と立憲民主党に移籍した森田との一騎打ちとなり、森田が4度目の挑戦で小選挙区初当選を果たした（野中も比例区で復活当選）。その一方で、第49回衆院選と同日に選挙区内の熊谷市で投開票が行われた熊谷市長選挙では、野中が支援する無所属新人で前・埼玉県議会議員の小林哲也が、森田の支援する無所属新人で前・熊谷市議会議員の閑野高広を破って当選するなど総選挙とは逆の結果となった。第50回衆議院議員総選挙も同様に森田が再選、野中は自民党の裏金問題を受けて票を減らすも比例復活当選となった。
前述のように、中選挙区の時代から揺るぎない自民党の地盤として知られてきた小選挙区だが、第46回の保守分裂以降は森田(熊谷)と野中(加須)との激戦区になり、総選挙では必ず内閣総理大臣や党首が応援に入る熾烈な選挙戦が繰り広げられている。
第48回では同じ日である2017年10月18日に安倍晋三（内閣総理大臣、自民党総裁）と小池百合子（東京都知事、希望の党代表）が、時間を変えてJR熊谷駅北口で応援演説を行った。
第49回では野中陣営に石破茂、小渕優子、茂木敏充といった閣僚経験者の自民党ベテラン議員や自民党幹部が応援に入り、森田陣営には前・埼玉県知事で参議院議員の上田清司や、埼玉県知事の大野元裕が応援に入った。

## 小選挙区選出議員
| 選挙名                 | 年     | 当選者   | 党派       |
| ---------------------- | ------ | -------- | ---------- |
| 第41回衆議院議員総選挙 | 1996年 | 増田敏男 | 新進党     |
| 第42回衆議院議員総選挙 | 2000年 | 小島敏男 | 自由民主党 |
| 第43回衆議院議員総選挙 | 2003年 | 増田敏男 | 自由民主党 |
| 第44回衆議院議員総選挙 | 2005年 | 小島敏男 | 自由民主党 |
| 第45回衆議院議員総選挙 | 2009年 | 本多平直 | 民主党     |
| 第46回衆議院議員総選挙 | 2012年 | 野中厚   | 自由民主党 |
| 第47回衆議院議員総選挙 | 2014年 | 野中厚   | 自由民主党 |
| 第48回衆議院議員総選挙 | 2017年 | 野中厚   | 自由民主党 |
| 第49回衆議院議員総選挙 | 2021年 | 森田俊和 | 立憲民主党 |
| 第50回衆議院議員総選挙 | 2024年 | 森田俊和 | 立憲民主党 |

## 選挙結果
時の内閣：第1次石破内閣 解散日：2024年10月9日 公示日：2024年10月15日
当日有権者数：36万7392人 最終投票率：50.42%（前回比： 5.1%） （全国投票率：53.85%（2.08%））
| 当落 | 候補者名 | 年齢 | 所属党派   | 新旧 | 得票数    | 得票率 | 惜敗率 | 推薦・支持 | 重複 |
| ---- | -------- | ---- | ---------- | ---- | --------- | ------ | ------ | ---------- | ---- |
| 当   | 森田俊和 | 50   | 立憲民主党 | 前   | 103,324票 | 57.49% | ――     |            | ○    |
| 比当 | 野中厚   | 47   | 自由民主党 | 前   | 76,395票  | 42.51% | 73.94% | 公明党推薦 | ○    |

時の内閣：第1次岸田内閣 解散日：2021年10月14日 公示日：2021年10月19日
当日有権者数：36万9482人 最終投票率：55.52%（前回比：3.24%） （全国投票率：55.93%（2.25%））
| 当落 | 候補者名 | 年齢 | 所属党派   | 新旧 | 得票数    | 得票率 | 惜敗率 | 推薦・支持 | 重複 |
| ---- | -------- | ---- | ---------- | ---- | --------- | ------ | ------ | ---------- | ---- |
| 当   | 森田俊和 | 47   | 立憲民主党 | 前   | 102,627票 | 51.03% | ――     |            | ○    |
| 比当 | 野中厚   | 44   | 自由民主党 | 前   | 98,493票  | 48.97% | 95.97% | 公明党推薦 | ○    |

時の内閣：第3次安倍第3次改造内閣 解散日：2017年9月28日 公示日：2017年10月10日
当日有権者数：37万6359人 最終投票率：52.28%（前回比：0.27%） （全国投票率：53.68%（1.02%））
| 当落 | 候補者名 | 年齢 | 所属党派   | 新旧 | 得票数   | 得票率 | 惜敗率 | 推薦・支持 | 重複 |
| ---- | -------- | ---- | ---------- | ---- | -------- | ------ | ------ | ---------- | ---- |
| 当   | 野中厚   | 40   | 自由民主党 | 前   | 86,499票 | 44.96% | ――     | 公明党推薦 | ○    |
| 比当 | 森田俊和 | 43   | 希望の党   | 新   | 86,007票 | 44.71% | 99.43% |            | ○    |
|      | 林秀洋   | 43   | 日本共産党 | 新   | 19,878票 | 10.33% | 22.98% |            |      |

時の内閣：第2次安倍改造内閣 解散日：2014年11月21日 公示日：2014年12月2日
当日有権者数：37万1546人 最終投票率：52.01%（前回比：5.03%） （全国投票率：52.66%（6.66%））
| 当落 | 候補者名   | 年齢 | 所属党派   | 新旧 | 得票数   | 得票率 | 惜敗率 | 推薦・支持 | 重複 |
| ---- | ---------- | ---- | ---------- | ---- | -------- | ------ | ------ | ---------- | ---- |
| 当   | 野中厚     | 38   | 自由民主党 | 前   | 72,422票 | 38.58% | ――     | 公明党推薦 | ○    |
|      | 森田俊和   | 40   | 次世代の党 | 新   | 57,299票 | 30.53% | 79.12% |            | ○    |
|      | 本多平直   | 50   | 民主党     | 元   | 41,407票 | 22.06% | 57.17% |            | ○    |
|      | 鈴木千賀子 | 59   | 日本共産党 | 新   | 16,570票 | 8.83%  | 22.88% |            |      |

時の内閣：野田第3次改造内閣 解散日：2012年11月16日 公示日：2012年12月4日
当日有権者数：37万3491人 最終投票率：57.04%（前回比：9.46%） （全国投票率：59.32%（9.96%））
| 当落 | 候補者名 | 年齢 | 所属党派   | 新旧 | 得票数   | 得票率 | 惜敗率 | 推薦・支持             | 重複 |
| ---- | -------- | ---- | ---------- | ---- | -------- | ------ | ------ | ---------------------- | ---- |
| 当   | 野中厚   | 36   | 自由民主党 | 新   | 65,989票 | 31.99% | ――     | 公明党                 | ○    |
|      | 森田俊和 | 38   | 無所属     | 新   | 55,663票 | 26.98% | 84.35% |                        | ×    |
|      | 本多平直 | 48   | 民主党     | 前   | 36,500票 | 17.69% | 55.31% | 国民新党               | ○    |
|      | 永沼宏之 | 44   | みんなの党 | 新   | 35,500票 | 17.21% | 53.80% | 日本維新の会、新党改革 | ○    |
|      | 大野辰男 | 59   | 日本共産党 | 新   | 10,470票 | 5.08%  | 15.87% |                        |      |
|      | 川島良吉 | 94   | 無所属     | 新   | 2,169票  | 1.05%  | 3.29%  |                        | ×    |

- 川島は94歳という高齢での出馬で話題となった。2022年現在、大正生まれ最後の衆議院選挙候補者。2016年10月29日に98歳で逝去。

時の内閣：麻生内閣 解散日：2009年7月21日 公示日：2009年8月18日
当日有権者数：37万4017人 最終投票率：66.50%（前回比：2.69%） （全国投票率：69.28%（1.77%））
| 当落 | 候補者名 | 年齢 | 所属党派   | 新旧 | 得票数    | 得票率 | 惜敗率 | 推薦・支持 | 重複 |
| ---- | -------- | ---- | ---------- | ---- | --------- | ------ | ------ | ---------- | ---- |
| 当   | 本多平直 | 44   | 民主党     | 元   | 138,727票 | 57.15% | ――     |            | ○    |
|      | 小島敏男 | 69   | 自由民主党 | 前   | 99,256票  | 40.89% | 71.55% |            | ○    |
|      | 清水鉄男 | 55   | 幸福実現党 | 新   | 4,752票   | 1.96%  | 3.43%  |            |      |

時の内閣：第2次小泉改造内閣 解散日：2005年8月8日 公示日：2005年8月30日
当日有権者数：37万1042人 最終投票率：63.81%（前回比：12.30%） （全国投票率：67.51%（7.65%））
| 当落 | 候補者名   | 年齢 | 所属党派   | 新旧 | 得票数    | 得票率 | 惜敗率 | 推薦・支持 | 重複 |
| ---- | ---------- | ---- | ---------- | ---- | --------- | ------ | ------ | ---------- | ---- |
| 当   | 小島敏男   | 65   | 自由民主党 | 前   | 129,783票 | 56.00% | ――     |            | ○    |
|      | 本多平直   | 40   | 民主党     | 前   | 84,705票  | 36.55% | 65.27% |            | ○    |
|      | 鈴木千賀子 | 50   | 日本共産党 | 新   | 17,270票  | 7.45%  | 13.31% |            |      |

時の内閣：第1次小泉第2次改造内閣 解散日：2003年10月10日 公示日：2003年10月28日 最終投票率：51.51%（前回比：7.61%） （全国投票率：59.86%（2.63%））
| 当落 | 候補者名   | 年齢 | 所属党派   | 新旧 | 得票数   | 得票率 | 惜敗率 | 推薦・支持 | 重複 |
| ---- | ---------- | ---- | ---------- | ---- | -------- | ------ | ------ | ---------- | ---- |
| 当   | 増田敏男   | 74   | 自由民主党 | 前   | 95,889票 | 51.71% | ――     |            |      |
|      | 本多平直   | 38   | 民主党     | 新   | 75,439票 | 40.68% | 78.67% |            | ○    |
|      | 鈴木千賀子 | 48   | 日本共産党 | 新   | 14,106票 | 7.61%  | 14.71% |            |      |

- 本多は後に比例北関東ブロック選出議員木下厚の衆議院議員補選出馬に伴う失職により繰り上げ当選。

時の内閣：第1次森内閣 解散日：2000年6月2日 公示日：2000年6月13日 最終投票率：59.12%（前回比：4.47%） （全国投票率：62.49%（2.84%））
| 当落 | 候補者名 | 年齢 | 所属党派   | 新旧 | 得票数    | 得票率 | 惜敗率 | 推薦・支持 | 重複 |
| ---- | -------- | ---- | ---------- | ---- | --------- | ------ | ------ | ---------- | ---- |
| 当   | 小島敏男 | 60   | 自由民主党 | 前   | 101,809票 | 48.85% | ――     |            | ○    |
| 比当 | 田並胤明 | 67   | 民主党     | 元   | 85,764票  | 41.15% | 84.24% |            | ○    |
|      | 荻原初男 | 46   | 日本共産党 | 新   | 20,845票  | 10.00% | 20.47% |            |      |

時の内閣：第1次橋本内閣 解散日：1996年9月27日 公示日：1996年10月8日 最終投票率：54.65% （全国投票率：59.65%（8.11%））
| 当落 | 候補者名   | 年齢 | 所属党派   | 新旧 | 得票数   | 得票率 | 惜敗率 | 推薦・支持 | 重複 |
| ---- | ---------- | ---- | ---------- | ---- | -------- | ------ | ------ | ---------- | ---- |
| 当   | 増田敏男   | 67   | 新進党     | 前   | 76,105票 | 40.37% | ――     |            |      |
|      | 小島敏男   | 56   | 自由民主党 | 新   | 72,827票 | 38.63% | 95.69% |            | ○    |
|      | 丸井八千代 | 40   | 日本共産党 | 新   | 20,241票 | 10.74% | 26.60% |            |      |
|      | 門田俊夫   | 48   | 自由連合   | 新   | 19,369票 | 10.27% | 25.45% |            | ○    |

- 小島は、中島洋次郎の議員辞職に伴い1999年1月に繰り上げ当選。